# Sirembo metachroma
Sirembo metachroma är en fiskart som beskrevs av Cohen och Robins, 1986. Sirembo metachroma ingår i släktet Sirembo och familjen Ophidiidae. Inga underarter finns listade i Catalogue of Life.